# Michel Rigal
Pour les articles homonymes, voir Rigal.
Michel Rigal, né le 6 avril 1914 à Paris et mort le 11 août 1978 à Conflans-Sainte-Honorine, est commissaire général des Scouts de France de 1952 à 1970, période de crises et de réformes pendant laquelle il va s'efforcer de maintenir l'unité du mouvement.

## Jeunesse
Entré chez les Scouts de France en 1929 à la XIIIe Paris, il devient chef de troupe de la XVIIIe Paris (Saint-François-de-Sales) dans le groupe d'Eugène Dary. En 1934, il est breveté de Chamarande et est nommé SMG 18e, 29e, 54e Paris en novembre 1937.
Sous-lieutenant, il est fait prisonnier en 1940, et passe cinq ans dans différents camps de prisonniers en Allemagne où il anime le scoutisme parmi les détenus (voir Scoutisme des camps de prisonniers). Cette expérience le marquera profondément et le convaincra de la nécessité « d’ouvrir le scoutisme vers le monde » d'après Jean-Jacques Gauthé.
En 1945, il rentre de captivité et succède à Jacques Chaveyriat en tant que commissaire national Route (CNR). Selon le frère Yves Combeau, « il oriente la Route dans la direction des réflexions menées aussi bien autour de Cruiziat et Goutet qu’en stalag : catholicisme social, thème des mouvements de jeunesse, communautarisme ; mais il ne parvient pas à empêcher l’effondrement des effectifs de la Route entre 1945 et 1950. ».

## Les débuts au Commissariat général
En 1952, il devient pour 18 ans commissaire général des Scouts de France. Sous sa direction, le mouvement s'engage dans les orientations "d'ouverture au monde" lancées par la Route et auxquelles s'opposaient Georges Gauthier (précédent commissaire général), puis le père Forestier (aumônier général depuis 1936) et Michel Menu (CNE depuis 1946/47 et auteur de la proposition "Raiders" depuis 1948).
Dans un premier temps, on voit avancer ces orientations avec le Père Pierre-André Liégé, devenu aumônier national de la branche Route en novembre 1951, et Paul Rendu, commissaire national Route en 1954. Le père Forestier part brusquement en 1955 et Michel Menu démissionne fin 1956.
Mais l’affaire Jean Muller éclate en février 1957, qui va exacerber les dissensions au sein de l'association. En effet, la guerre d’Algérie (1954-1962) divise la société française et n'épargne pas les Scouts de France. Soucieux de l’unité du mouvement, Michel Rigal s'oppose finalement à l'équipe nationale Route, qui démissionne en bloc le 9 mai 1957,. Cependant, en 1960, la position de Michel Rigal sur la guerre d'Algérie sera encore contestée publiquement par Pierre Delsuc, ancien commissaire général (jusqu'en 1946) qui a démissionné du conseil national des SDF en 1958.

## Les temps difficiles
En 1959, François Lebouteux est devenu commissaire national Éclaireurs (CNE). Sa réforme de la branche éclaireurs est suivie par Michel Rigal (il préface L'École du chantier en 1964). Cette réforme se traduit notamment par la division de la branche moyenne (12-17 ans) en rangers (12-14 ans) et pionniers (14-17 ans), et  par l'adaptation des articles de la Loi. Le thème de son discours à Jambville à la Pentecôte 1964 est « l'éducation dans un monde en voie de socialisation » que certains comprennent comme un appel à un socialisme mal défini mais où le scoutisme rénové aurait un rôle.
En remplaçant le jeu par le chantier, la vie dans la nature par l'engagement dans la cité, les nouvelles orientations visent à sociabiliser le scout et à adapter le scoutisme au monde des années 1960. Michel Rigal écrit dans la revue Le Chef no 374 (mai 1964) : « au lieu de produire un homme capable de se débrouiller en toutes circonstances, et qui met ses compétences au service de la société, nous allons aller beaucoup plus vers un homme intégré dans une société, qui est certainement à la fois plus collective et plus socialisée. »
Néanmoins, les effectifs des Scouts de France diminuent à partir de 1963 (125 000 membres). Au départ de Michel Rigal, la branche aînée a pratiquement disparu malgré le lancement des "Jeunes en marche" (JEM) en 1966, puis celui des compagnons en 1968 (qui remplaceront définitivement les routiers en 1975).
En 1966-1967 Michel Rigal ne maitrise plus les tensions entre majoritaires et unitaires et les coups bas se succèdent et, après 1968, la crise est patente.
Dans son article, Jean-Jacques Gauthé ajoute que, « dans le cadre ses fonctions chez les Scouts de France, Michel Rigal devient secrétaire général de la Conférence internationale catholique du scoutisme de 1962 à 1970. Président du Scoutisme Français, du Conseil français des mouvements de jeunesse, il contribue également à la fondation du Conseil national des associations de jeunesse et d’éducation populaire dont il devient le premier président de 1968 à 1970. » 
Michel Rigal démissionne en 1970, après avoir géré la crise que connait le mouvement après 1968. Il laissera à Emile-Xavier Visseaux la responsabilité de consommer la rupture en 1971 avec les groupes unitaires qui refusent d'appliquer la pédagogie pionniers/rangers.
Rigal devient jusqu’en 1975 secrétaire général de l’Union nationale des associations de parents d’élèves de l’enseignement libre malgré la paralysie qui le gagne dès 1972.

## Décorations
- Officier de la Légion d'honneur[14]
- Croix de guerre 1939-1945
- Commandeur de l'ordre de Saint-Grégoire-le-Grand